# Parque Espejo de los Lirios
El Parque Espejo de los Lirios es un parque ubicado en la ciudad de Cuautitlán Izcalli, Estado de México. Dentro de él se alberga un cuerpo de agua conocido como «espejo de los lirios», en el que habitan una variedad de especies de aves. El lugar se designó como parque en 1973, una vez que el municipio de Izcalli fue establecido.  

## Historia

### Época antigua
En los datos que se han recabado del lago, se ha encontrado que fue utilizado como bebedero para ganado, hasta inicios del siglo XX.
Una leyenda del sitio relata que por un tiempo dicho cuerpo de agua fue conocido como la «Presa del Muerto», porque los habitantes ambiciosos de siglos pasados habían asesinado a los dueños de los ejidos para vender sus terrenos y posteriormente, arrojaron sus cuerpos al agua.

### Época contemporánea
En 1973, fue conservada como zona natural y delimitada como parte del territorio del municipio de Cuautitlán Izcalli. Una vez salvaguardada, fue convertida en un parque, en el que al interior se halla un lago artificial llamado espejo de los lirios, o humedal, que mide 14 hectáreas y tiene más de 2.5 metros de profundidad; además de ser alimentado por un canal que arroja agua de la Presa de Guadalupe. Dentro también se encuentra el «paseo cultural Juan Pablo II», hecho en honor a este último, mismo que se estableció en 2006 y cuenta con una estatua del mencionado papa.

## Biodiversidad y geografía
El lago es habitado por una variedad de especies de aves asentadas, como patos y gansos, y migratorias, como pelicanos. De estos últimos, se tiene registro de que han tomado el lago como su refugio temporal de migración, desde febrero de 2004.
El parque cuenta con una superficie de 487 407 metros cuadrados.